# Зелленберг
Зелленбе́рг (фр. Zellenberg) — коммуна на северо-востоке Франции в регионе Гранд-Эст (бывший Эльзас — Шампань — Арденны — Лотарингия), департамент Верхний Рейн, округ Кольмар — Рибовилле, кантон Сент-Мари-о-Мин. До марта 2015 года коммуна административно входила в состав упразднённого кантона Кайзерсберг (округ Рибовилле).
Площадь коммуны — 4,96 км², население — 394 человека (2006) с тенденцией к стабилизации: 357 человек (2012), плотность населения — 72,0 чел/км².

## Население
Численность населения коммуны в 2011 году составляла 365 человек, а в 2012 году — 357 человек.
| 1962 | 1968 | 1975 | 1982 | 1990 | 1999 | 2005 | 2006 | 2008 | 2010 | 2011 | 2012 |
| ---- | ---- | ---- | ---- | ---- | ---- | ---- | ---- | ---- | ---- | ---- | ---- |
| 304  | 311  | 327  | 354  | 343  | 391  | 397  | 394  | 390  | 369  | 365  | 357  |

Динамика населения:

## Экономика
В 2010 году из 231 человек трудоспособного возраста (от 15 до 64 лет) 182 были экономически активными, 49 — неактивными (показатель активности 78,8 %, в 1999 году — 68,6 %). Из 182 активных трудоспособных жителей работали 173 человека (88 мужчин и 85 женщин), 9 числились безработными (трое мужчин и 6 женщин). Среди 49 трудоспособных неактивных граждан 21 были учениками либо студентами, 17 — пенсионерами, а ещё 11 — были неактивны в силу других причин.
На протяжении 2011 года в коммуне числилось 158 облагаемых налогом домохозяйств, в которых проживало 363 человека. При этом медиана доходов составила 25653 евро на одного налогоплательщика.

## Достопримечательности (фотогалерея)

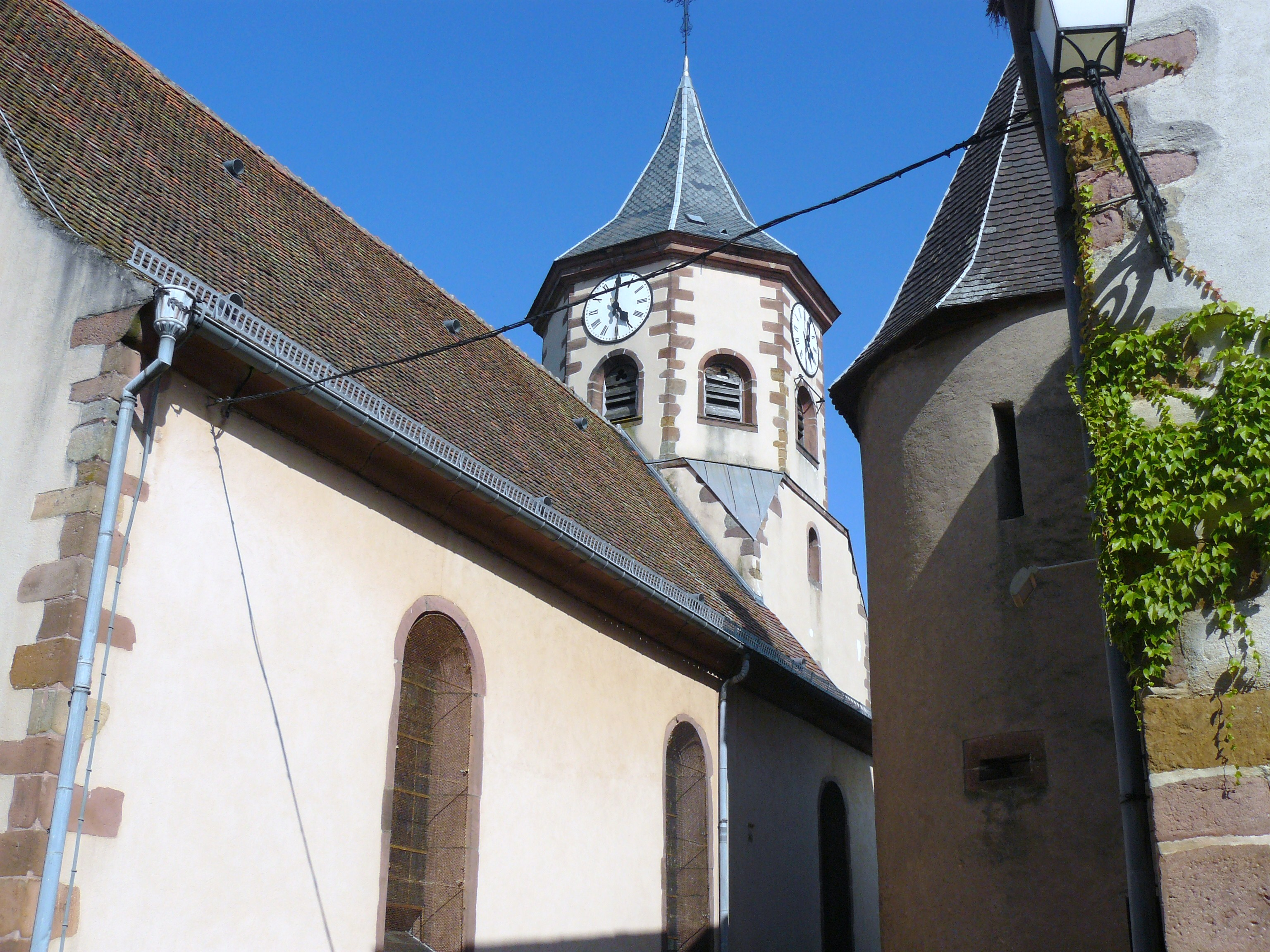
Церковь
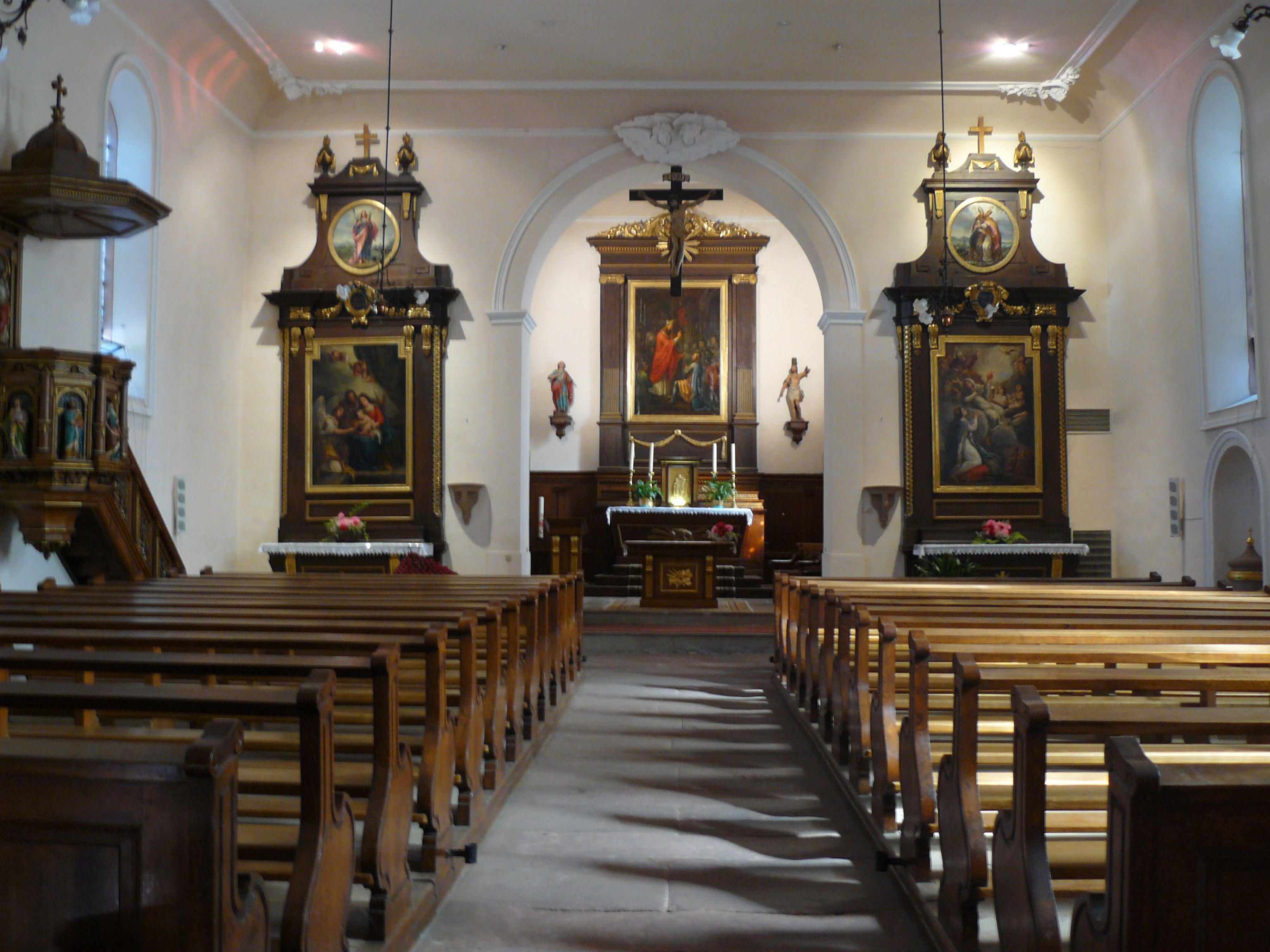
Интерьер
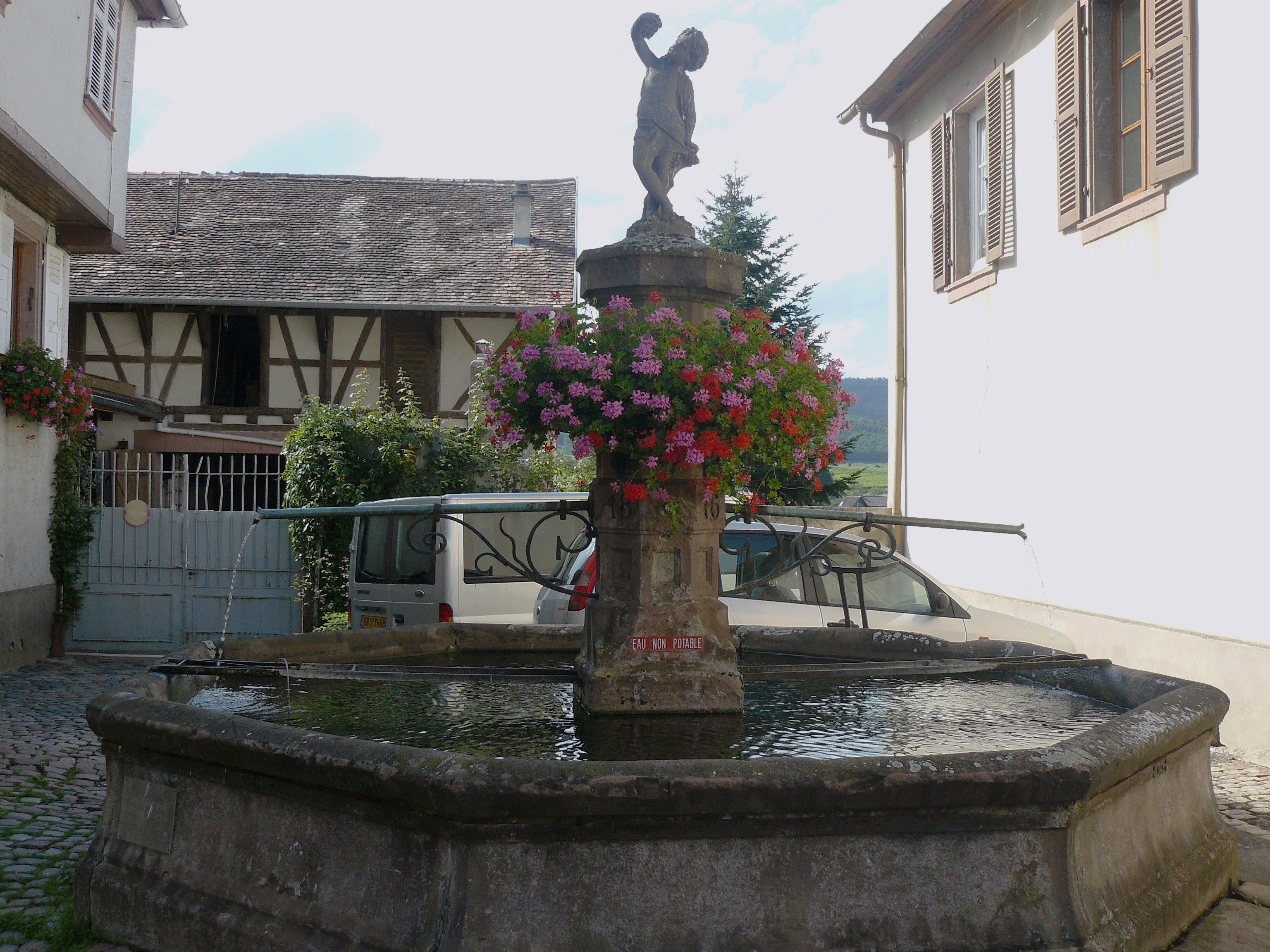
Фонтан (XVIII век)
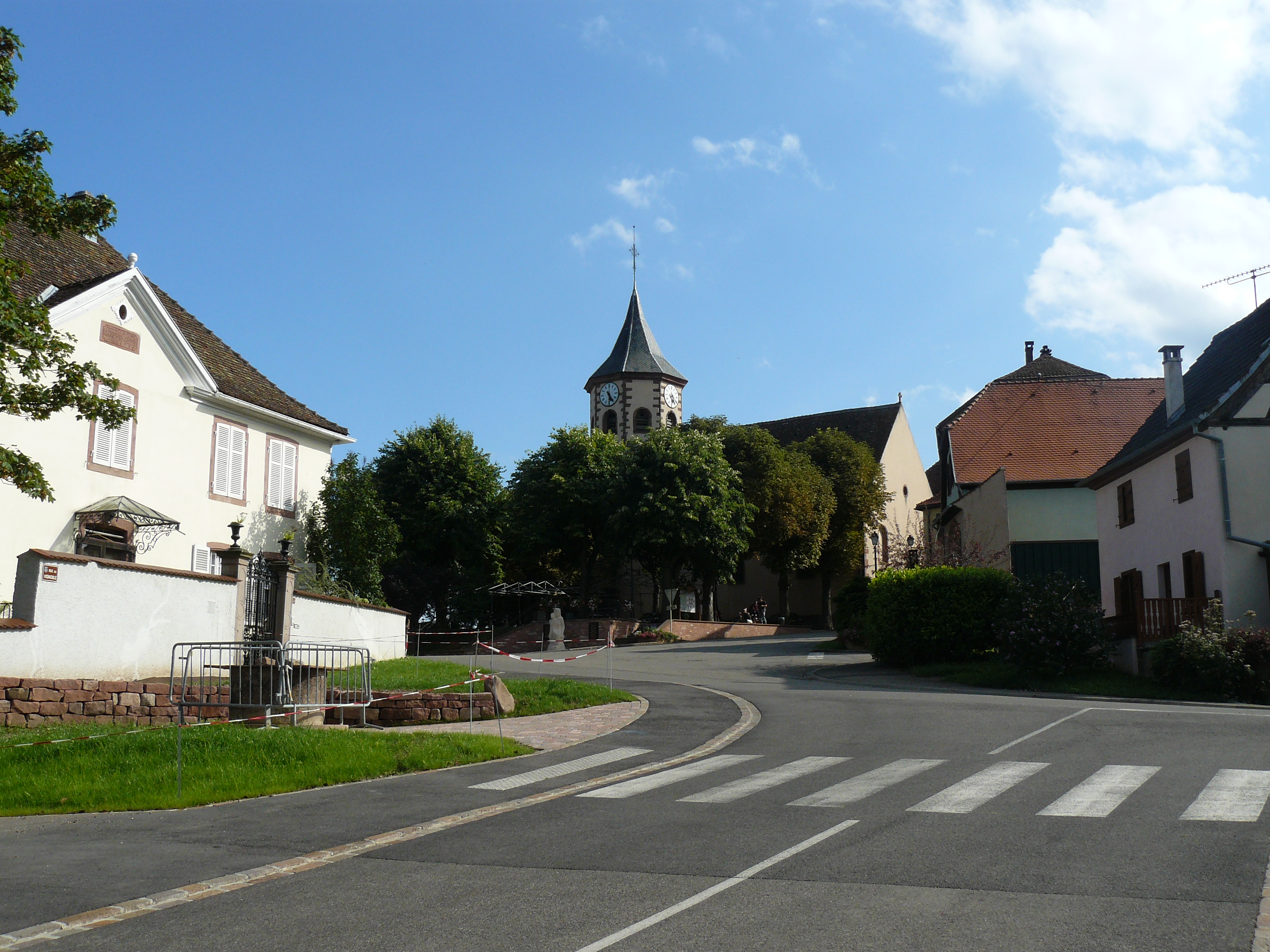
Центральная улица